# 前田利祐
前田 利祐（まえだ としやす、1935年〈昭和10年〉11月6日 - ）は、旧加賀藩前田家第18代当主。宮内庁委嘱掌典。全国石川県人会連合会会長。関東東京石川県人会会長。四高記念文化交流館初代館長。

## 経歴
学習院大学政経学部を卒業後、日本郵船に入社し、のちに同社のグループ会社である八馬汽船の常務取締役を務めた。徳川宗家第18代当主である徳川恒孝は、学習院大学政経学部・日本郵船の双方で5年後輩である。前田と徳川は日本郵船で同じ部に勤務したことがあり、徳川は当時のことを下記のように回想している。
2001年（平成13年）12月7日、敬宮愛子内親王の「浴湯の儀」において、徳川（徳川宗家当主）と前田（加賀前田家当主）の2人は、「読書役（とくしょやく）」の児玉幸多（学習院大学名誉教授）と共に、読書鳴弦の儀を執り行った。父・利建も1960年（昭和35年）2月29日の浩宮徳仁親王（現・第126代天皇）および1965年（昭和40年）12月6日の礼宮文仁親王（現・皇嗣）の浴湯の儀において鳴弦の儀を執り行っており、親子2代で鳴弦の儀の役目を務めたことになる。
2023年（令和5年）10月、金沢・尾山神社の祭礼に参列した後の宴席で、同年11月に家督を長男の利宜に譲る考えを示した。前田家の家督の生前継承は、1866年の13代斉泰から14代慶寧への継承以来157年ぶりとなる。

## 家系
加賀前田家初代前田利家の直系の男系子孫であり、血統上の主な先祖には他に徳川家康、浅井長政、織田信秀、鍋島直茂、池田輝政、島津義弘、毛利元就などがいる。

### 系譜
| 前田利祐 | 父 前田利建 | 祖父 前田利為 | 曾祖父 前田利昭         |
| 前田利祐 | 父 前田利建 | 祖父 前田利為 | 曾祖母 酒井春子         |
| 前田利祐 | 父 前田利建 | 祖母 前田渼子 | 曾祖父 前田利嗣         |
| 前田利祐 | 父 前田利建 | 祖母 前田渼子 | 曾祖母 鍋島朗子         |
| 前田利祐 | 母 前田政子 | 祖父 黒田長禮 | 曾祖父 黒田長成         |
| 前田利祐 | 母 前田政子 | 祖父 黒田長禮 | 曾祖母 島津清子         |
| 前田利祐 | 母 前田政子 | 祖母 黒田茂子 | 曾祖父 閑院宮載仁親王   |
| 前田利祐 | 母 前田政子 | 祖母 黒田茂子 | 曾祖母 載仁親王妃智恵子 |

### 家族
- 妻：牧万里子（父・牧定忠）
- 子女：
  - 長男：前田利宜
  - 長女：山田友子（山田久倫夫人）
  - 次女：明子

## 著書
- 共著『おまつと利家―加賀百万石を創った人びと』（集英社、2001年9月）ISBN 9784087812312